# Анонимный иезуит
Анонимный иезуит (конец XVI — начало XVII века) — единственный автор, собравший (ок. 1595?) — предположительно на основе сведений или рукописи Бласа Валеры — законы инков вместе в виде некоего свода, подразделив их на статьи. Правда, в его свод попали не все законы, а лишь касавшиеся: языка, уголовного и семейного права, управления. Он также подробно описал религию Инков.

## Биография
Историками высказываются предположения о сходстве стиля его произведения и с основными биографическими фактами историков-иезуитов Бласа Валера или Луиса Лопеса. Но язык произведения (испанский) и почерк противоречат этим гипотезам, поскольку Блас Валера практически не писал на испанском, и как установили исследователи Сабина Хайленд и Лаура Лауренсич Минелли, почерк также отличается.

## Произведение
Им написано такое произведение по истории Инков (их законы и религия):
- Anonima. DE LAS COSTUMBRES ANTIGUAS DE LOS NATURALES DEL PIRU  (исп.) («О древних обычаях жителей Пиру», 1595?).